# メーサロン

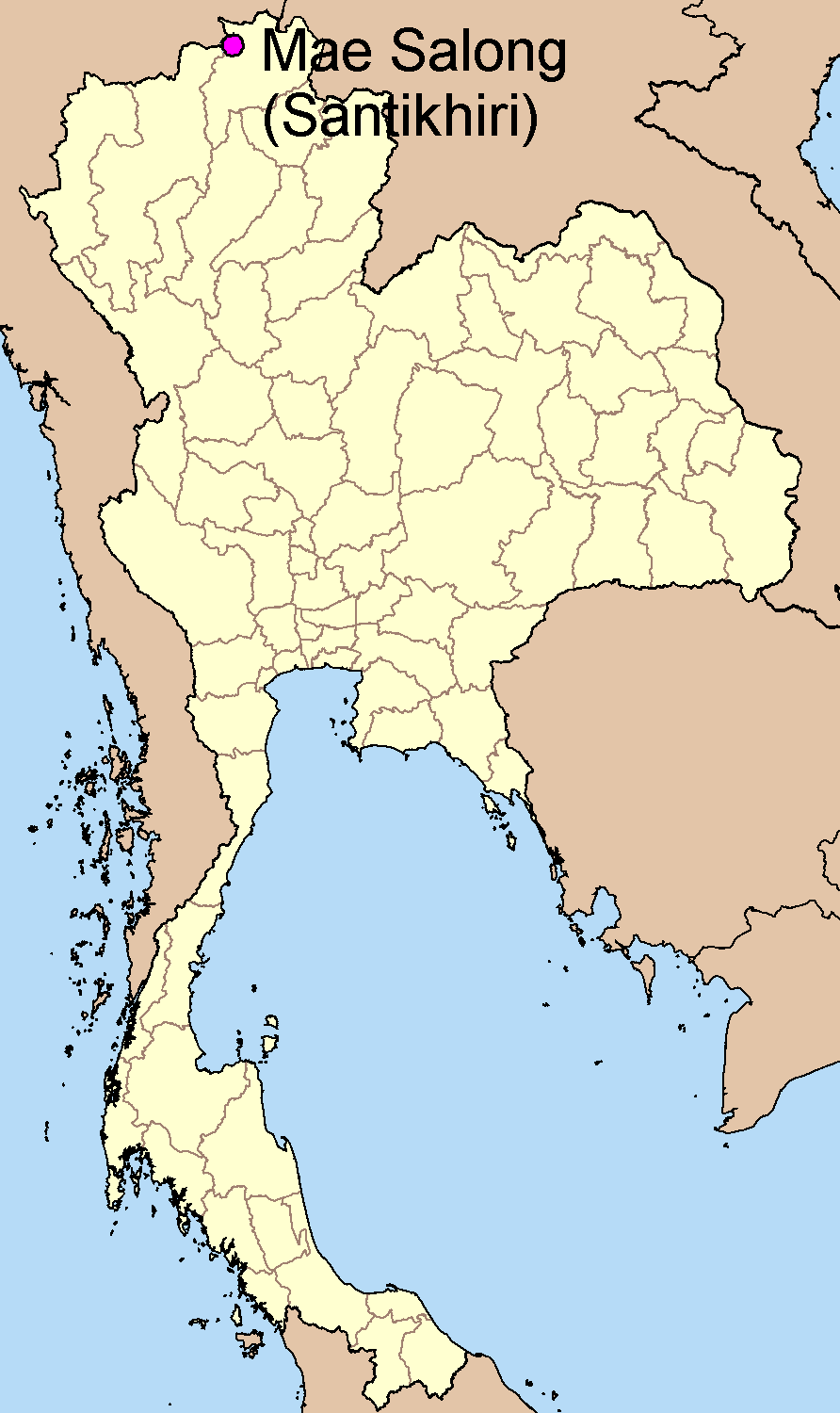
ミャンマーとタイ王国の国境地帯に位置するメーサロン

メーサロン（タイ語: แม่สลอง, 簡体字: 美斯乐; 繁体字: 美斯樂; 拼音: Měisīlè）または正式にサンティキリ（タイ語: สันติคีรี）は、タイ王国の最北端チエンラーイ県メーファールワン郡、タイ高地のデーン・ラオ山脈メーサロン山にある村である。景観や気候は高山地帯と類似し、山岳民族の集落、茶農園、およびサクラで知られる。
メーサロンの開拓史は「泰緬孤軍」として知られる中華民国陸軍第93師団および黄金の三角地帯でのアヘン貿易が深く関わっている。1949年の国共内戦終結時、中国国民党側のうち、李国輝将軍の率いる第93師団第278連隊および第237師団709連隊をふくむ部隊が降伏を拒否した。これらの部隊は中国南西部の雲南省から退却し、ビルマ（現ミャンマー）の密林へと逃れた。部隊はその後再拡大したが、一部は国際的な圧力を受けて台湾へと再撤退した。残された部隊はタイ国境へ移って共同体を建設し、このうち段希文将軍指揮下の部隊がメーサロンへ入植した。タイ王国政府は共産党ゲリラに対する闘争への見返りとして入植を認め、国民党の兵士およびその家族の多くに対し市民権を授与した。
現在、ケシは茶をはじめとする商品作物によって置き換えられており、メーサロンは「小スイス」として観光名所となっている。

## 歴史

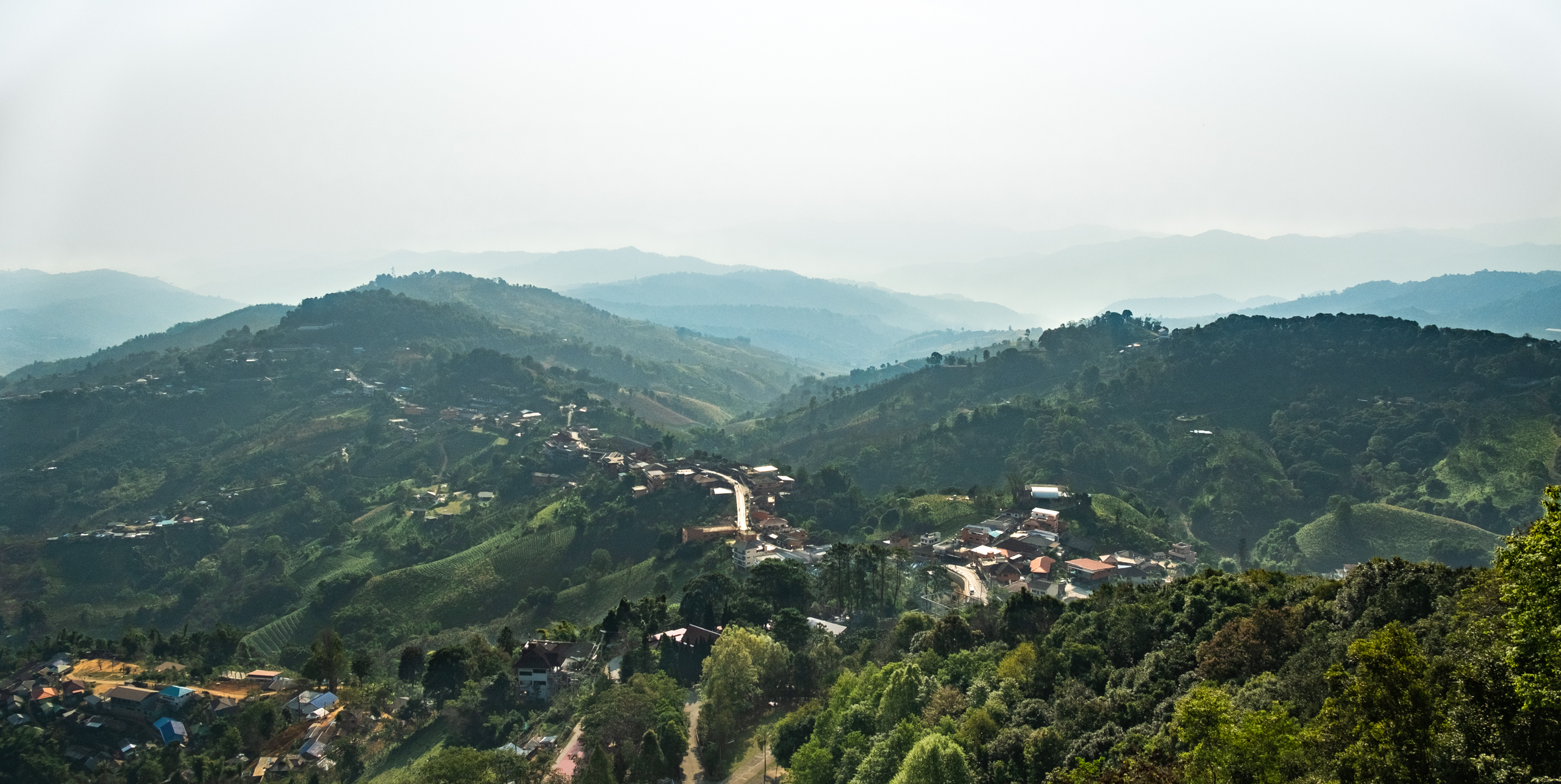
メーサロン山頂にあるサンティキリの村落（2019年1月）

メーサロンの起源は国共内戦の終わりまで遡る。1949年10月、毛沢東率いる共産党が中国で勝利した後、敗れた蔣介石大元帥率いる国民党は台湾へと撤退したが、第93師団の第3および第5連隊は降伏を拒否し、大陸に留まった。共産党と国民党の武力衝突は南西部雲南省をはじめとする僻地で続いた。1950年1月、共産党の省都昆明市入城後、李文煥将軍および段希文将軍の率いる部隊は雲南省から撤退し、ビルマの密林へと逃れた。
兵士たちは雲南からビルマ・シャン州モンサッまでの「長征」後も戦い続けた。ビルマ政府は自国領土に外国軍が駐屯していると知り、攻撃を企てた。戦闘は12年間続き、数千人の国民党兵士が台湾へと逃れた。中国が朝鮮戦争へ参戦すると、中央情報局（CIA）は中国国内での諜報活動を必要とした。接触を受けた国民党の2将軍は、中国での諜報活動のため兵士を潜入させることに合意した。見返りに、CIAはシャン州から中国への反転攻勢のため装備を支給するとした。国民党軍は1950年から1952年までの間、少なくとも7回にわたって中国への侵攻を企てたが、いずれもシャン州へ押し戻された。1953年の朝鮮戦争終結後も、ワシントンおよび台湾からの支援を受けた国民党勢力は黄金の三角地帯での麻薬貿易による資金を元手にして、中華人民共和国およびビルマ軍と戦い続けた。

### タイ王国への撤退
1961年、段将軍は約4000人の部隊を引き連れてビルマから撤退し、タイ王国メーサロンの山間部へと逃れた。共産主義の浸透を懸念していたタイ王国政府は、一帯での取り締まりに協力することを条件に滞在を許可した。結果として今日の住民の多くは漢民族であり、国民党軍の子孫である。同時期、第3連隊の李将軍はチエンマイ北西のタムゴップに拠点を置いた。国民党軍は「中国不正規軍」（英語: Chinese Irregular Forces, CIF）と改名され、バンコクの指揮する特殊任務部隊の管轄下に置かれた。
部隊のメーサロン撤退後、中国とタイ王国は部隊をタイ政府の指揮下に置くことで合意した。タイ南部のプリヤット・サマンミット（Pryath Samanmith）知事が国民党軍監視のためチエンラーイ知事に任命されたが、就任早々共産主義者の暴乱によって死亡した。その後、国民党軍はタイ北部の国境に進攻してきた軍隊とタイ共産党の内憂に対抗するため、タイ政府を支援するよう命じられた。Doi Laung, Doi Yaw, Doi Phamon, および Mae Aabb 山地での激戦によって共産主義者勢力は鎮圧された。最も血みどろな作戦は1970年12月10日に開始され、主に地雷によって1,000人以上が戦死した。兵士たちは1982年にようやく武装解除し、メーサロンで平穏な暮らしを送ることになった。彼らの任務への見返りとして、タイ政府は多くの兵士およびその家族に対し市民権を授与した。
国民党軍の兵士たちとその家族をタイ国家へ同化させようとするタイ政府の試みにもかかわらず、メーサロンの住人たちは長年にわたってシャン連合軍の麻薬王クン・サと共に麻薬密貿易へと関与し続けた。1967年、イギリス人ジャーナリストの取材に応じた段は次のように語っている。
We have to continue to fight the evil of communism, and to fight you must have an army, and an army must have guns, and to buy guns you must have money. In these mountains, the only money is opium.
（私たちは共産主義の悪徳と戦い続ける必要があり、戦うには軍が必要であり、軍には銃が必要であり、銃を買うためには金が必要でした。これらの山岳では、唯一の金は麻薬でした。）—段希文将軍、Weekend Telegraph (London), 10 March 1967
1971年のCIA報告書によれば、メーサロンは東南アジア最大級のヘロイン産地であった。1980年代後半、クン・サの軍隊がタイ軍に敗れ、国境を越えてミャンマーに押し出された後、ようやくタイ政府はこの地域を手中に収めるため進出できるようになった。「平和の丘」を意味する「サンティキリ」は麻薬と結びついた一帯のイメージを払拭しようとしたタイ政府によって命名された。国王ラーマ9世およびその王室は村を定期的に訪れ、タイのために祖国を捨てて戦った老兵たちへの支持を表明していた。

### 今日のメーサロン

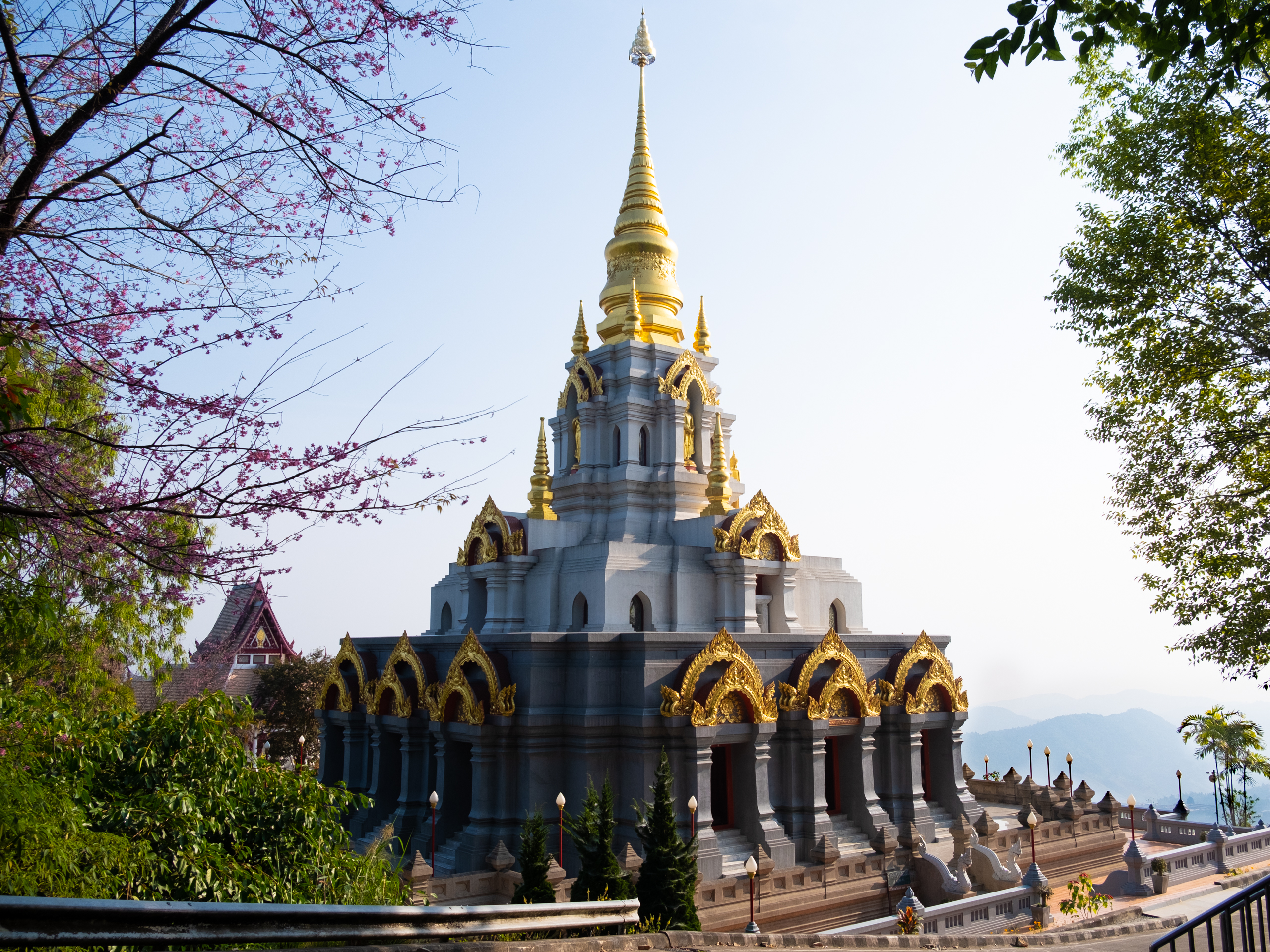
フラ・ボロマタット仏塔

1970年代半ばまでに、メーサロンは外部からの立ち入りが厳しく禁じられるようになった。1994年以降、その独特の歴史を生かし、宿屋、麺屋、茶屋が並ぶ曲がりくねった細い通りを観光地として発展させてきた。結果としてメーサロンは現在、バックパッカーの間でタイのトップ10に入る観光地となっている。身を落ち着けた老兵たちは紛争終結後に国境を越えてやってきた漢民族の女性や、あるいは現地の小タイ族と結婚している。老兵たちは現在平和に暮らしているものの、中国系としてのアイデンティティを保ち続けている。雲南の西南官話が依然として主要言語として話され続けている。地域で生まれた人々の中にはタイ系のアイデンティティを持ち、中国系の先祖のアイデンティティを持たないものもいる。2007年時点では、かつて段将軍の右腕であり、1980年の段死去を受けてその後を継いだ雷雨田（当時90歳）が集落の中心人物となっていた。
作物転換計画によって、それまで栽培されていた阿片ケシに代わり、茶、コーヒー、トウモロコシ、果樹の栽培が奨励され、普及していった。新しい果樹園や紅茶工場も設立され、タイ人や中国、台湾、東南アジアの華人共同体からの観光客に特に人気のある果実酒や漢方薬の生産施設も設立された。
メーサロンは映画『ルーシー・リューの「3本の針」』（2005年）の脇筋『仏陀の忍耐』の撮影場所として選ばれた。話の舞台は雲南省の田舎だが、トム・フィッツジェラルド監督は中国国内で当局から撮影許可を得るのが難しいため、代わりにメーサロンを撮影場所に選んだと語っている。作中ではルーシー・リューが血液商人の妊婦を演じており、中国で1980年代から2000年代にかけて起き、血液供給量を増やそうとした政府のキャンペーンによって、地方出身の貧困層を中心に数百から数千人のHIV感染被害が出た血売スキャンダルを描いている。劇中ではアカ族の伝統衣装がよく取り上げられているが、実際のスキャンダルは河南省の村落が中心であった。

## 地理と気候

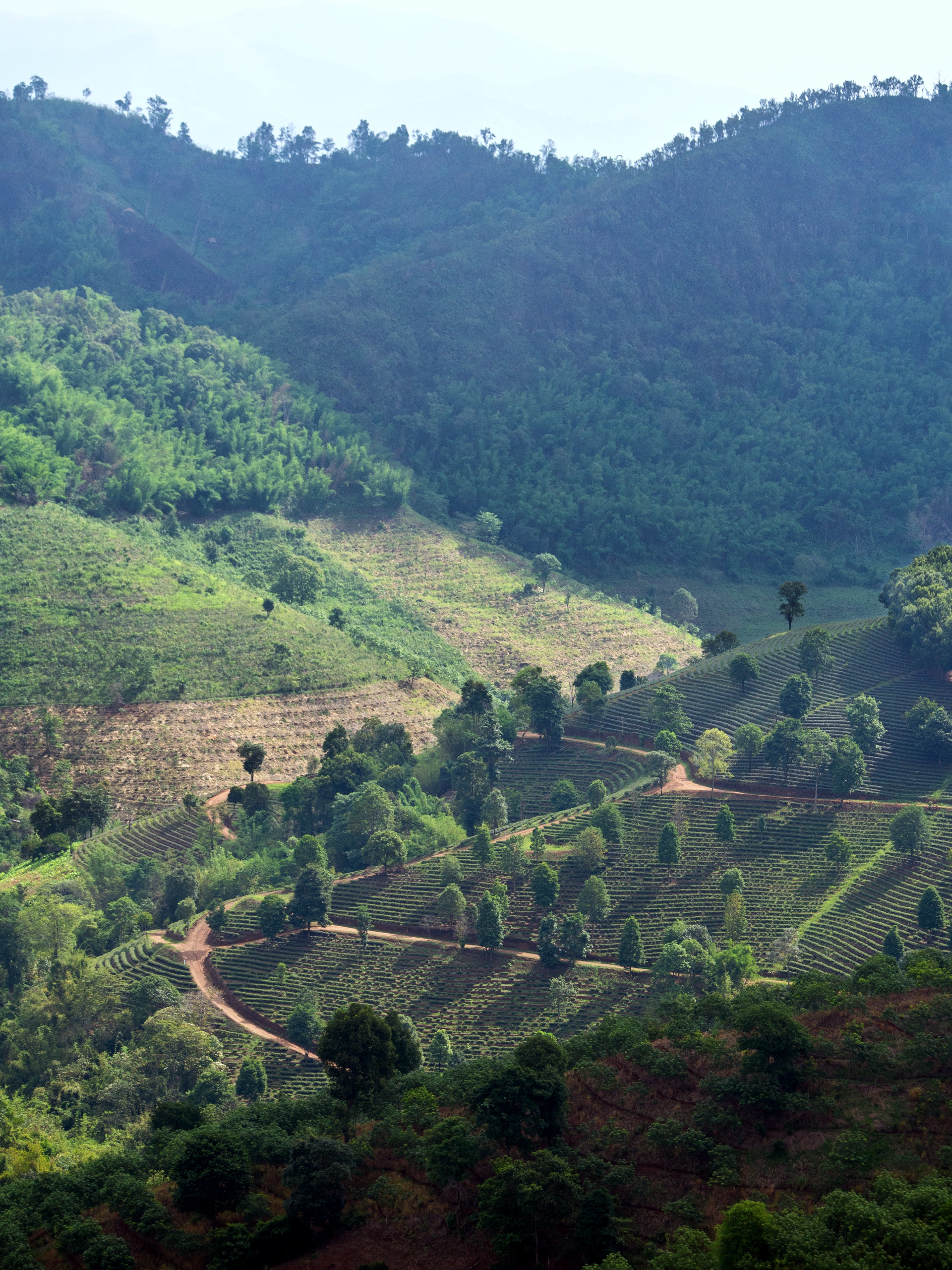
村を取り囲む茶農園

メーサロンはタイ王国チエンラーイ県メーファールワン郡の稜線上にあり、テーサバーンナコーン・チエンラーイからは約80 km離れている。メーサロン村はメーサロン山地の最高地点に位置し、海抜は1,134メートルである。気候は高山地帯に似ており、空気は年中ひんやりとしており、11月から2月の冬は肌寒い。メーサロンへ通じる道はバン・バサン（Ban Basang）から伸びる1130号線と南から伸びる1234号線の2つが存在し、どちらも舗装されるまでは荷馬のみ通行可能だった。現在では06:00から13:00までチエンラーイから小型バスが定期運行されている。
メーサロンは長年にわたってアカ族、ヤオ族、カレン族、モン族といった中国南部からミャンマーに起源をもつ山岳民族の居地であった。それぞれの民族は独自の言語を話し、アニミズム的慣習・信仰を持つ。原住民に混じって漢民族も居住しており、推定人口20,000のメーサロンで多数派を形成する。

## 名所と観光

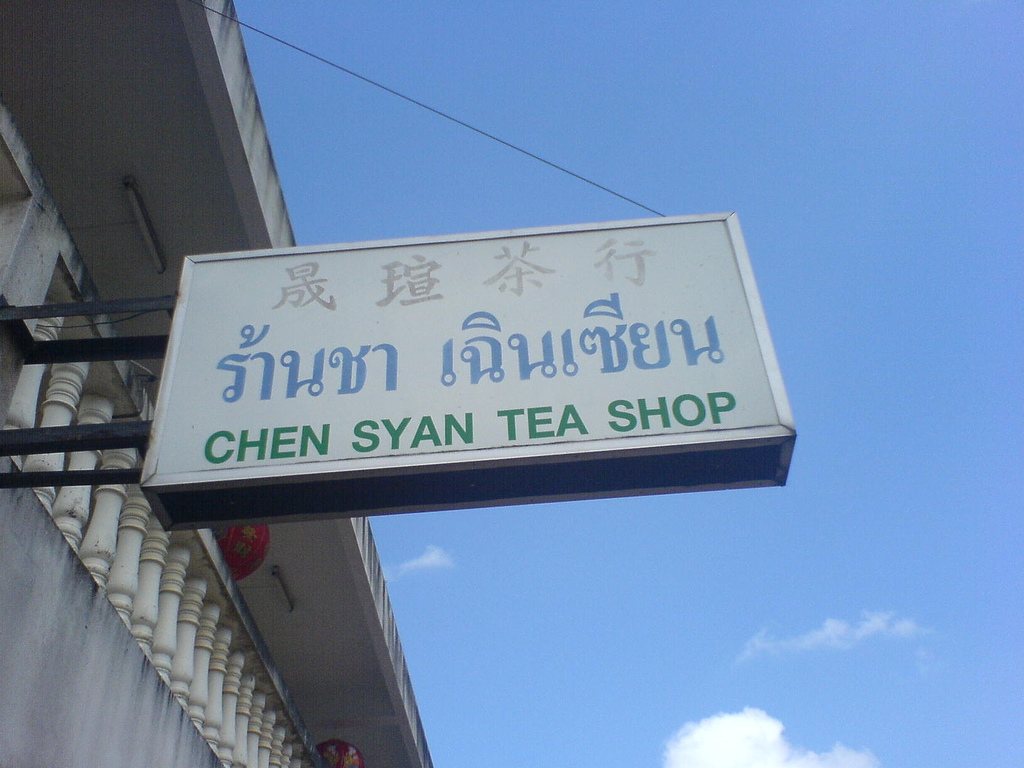
このような茶屋はメーサロンでふつうに見られる。

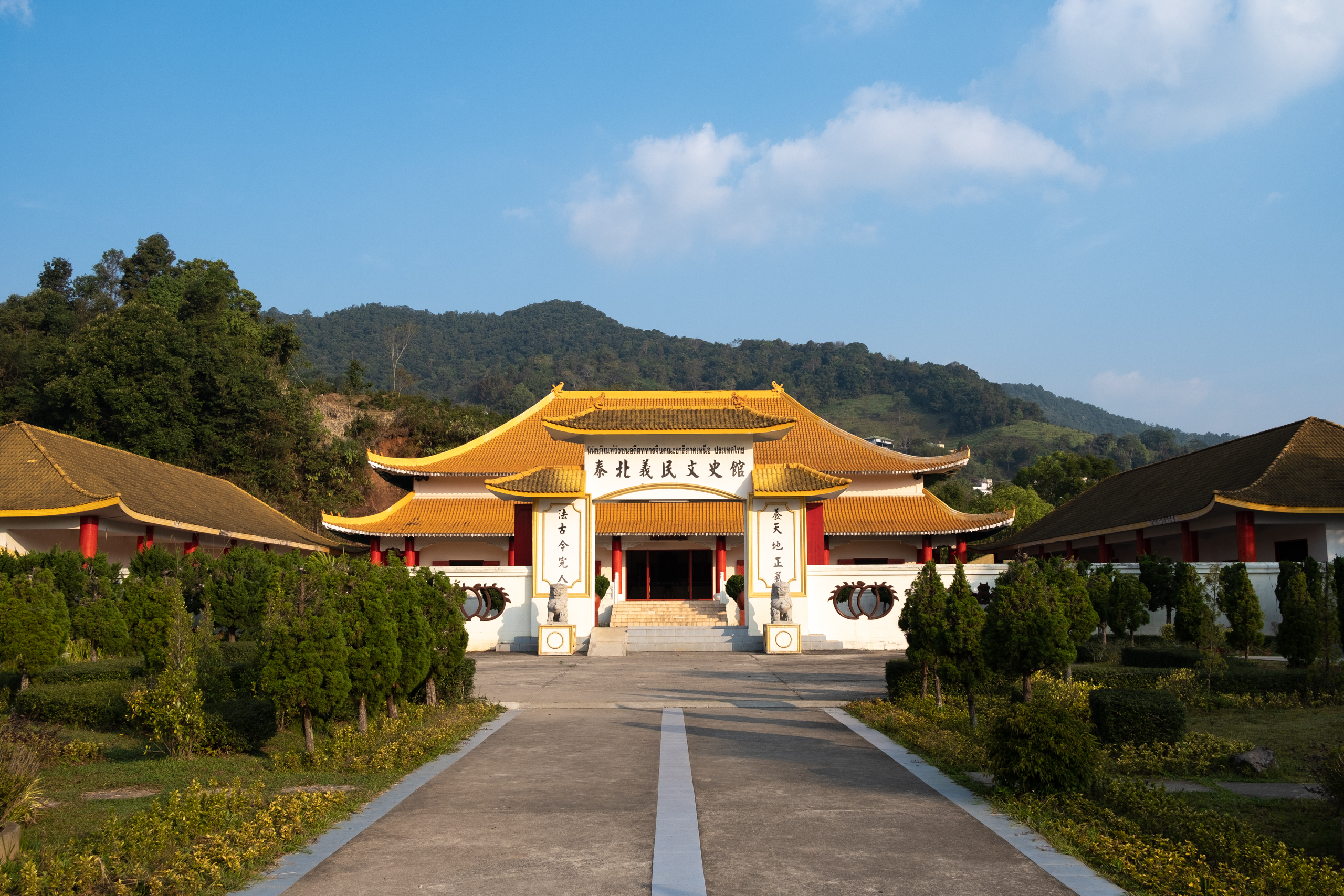
泰北義民文史館

メーサロンは「高山烏龍」（英語: high mountain oolong）と呼ばれる高級中国茶で知られており、チエンライ県で生産される茶のおよそ80%を占める。県では年200トンの茶が生産される。メーサロンの気候と土壌の組み合わせは質の高い烏龍茶の生産に理想的である。茶の栽培は標高1,200から1,400メートルで行われている。2005年、メーサロンは高品質烏龍茶のために観光・スポーツ省の「一村一製品運動」で観光村に選ばれた。運動は地域経済活性化、観光客数増加、タイ産の製品・サービス発展を目的としていた。台湾から派遣された技術者が地元農家とともに茶葉加工工場で働き、地元市場と輸出市場向けに最高品質の茶葉を生産している。Choke Chamroen Tea, Wang Put Tan, 101 Teaといった村の茶畑は1990年代半ばから大幅に増加していった。
毎年12月28日から1月2日まで、メーサロンではメーサロン・ノクタンボン役所が企画し、メーファールワン郡が共催する桜祭が開催される。祭ではチエンライ地域に住む山岳民族の文化を祝い、手芸品市、光と音の祭典、部族たちによるパレード、そして美人コンテストが行われる。
段希文将軍は1980年に死去し、300メートル登ったところにある山頂の仏塔形式の墓に葬られている。頂からは村が見渡せる。泰北義民文史館は共産主義勢力との戦いで戦死した国民党軍の兵士を記念して建てられており、本館祭壇には戦死者の名前を記した木板が置かれている。建物は台北の国民革命忠烈祠のような中華式の祠建築となっている。文史館には国民党軍の苦難やメーサロン開拓を扱った展示も存在する。
フラ・ボロマタット仏塔（Phra Boromathat Chedi）は後の王太后シーナカリンを記念して村近くの丘に建てられた仏塔である。頂上からはクン・サ時代には立ち入りが禁止されていたミャンマー国境地帯の素晴らしい景色が眺められる。